# Phoroncidia aurata
Phoroncidia aurata är en spindelart som beskrevs av O. Pickard-Cambridge 1877. Phoroncidia aurata ingår i släktet Phoroncidia och familjen klotspindlar.
Artens utbredningsområde är Madagaskar. Inga underarter finns listade i Catalogue of Life.